# Lentinane
Le lentinane est un polysaccharide isolé à partir du carpophore du mycélium des champignons shiitake. Il s'agit d'un β-glucane formé de plusieurs centaines d'unités constituées chacune d'une chaîne de cinq monomères unis par des liaisons osidiques β(1→3) avec deux ramifications β(1→6). Il présente une masse moléculaire comprise entre 400 et 800 kDa avec une rotation spécifique de +14-22° (NaOH).
Il fait l'objet d'études comme immunostimulant et antinéoplasique, et est utilisé au Japon comme adjuvant contre le cancer de l'estomac depuis 1985. Les données cliniques démontrant l'efficacité thérapeutique du lentinane demeurent cependant insuffisantes.